# Edward Dusza
Edward Dusza pseud. A.R. Poray, Marian Izdebnik (ur. 7 września 1947 w Krakowie) – polski poeta emigracyjny, prozaik, krytyk literacki, dziennikarz, wydawca. Emigrant polityczny (w USA od 1969 roku), nazywany ostatnim bardem polskiej emigracji niepodległościowej i żołnierskiej.

## Życiorys
Debiut poetycki na łamach Tygodnika Powszechnego w roku 1970 (wiersze Madonna i Na śmierć ojca).
Jednocześnie debiutował w londyńskich Wiadomościach. Poza debiutem w Polsce nie publikował wcale. Na emigracji wydał m.in. tomy poezji: Szlakiem Madonny (1969), Przez ciemność do światła (1978, 1983), Kolor klonowego liścia (1981), Wiatr mojej burzy (1982, 1984), Madonna z kołowrotkiem i inne wiersze (1987), Popioły (2005); szkice literackie: Pieśniarz z pożogi (1984) [o K.K. Baczyńskim], O ludziach i książkach (1985) [eseje o twórcach emigracyjnych].
Jego wiersze i eseje tłumaczone były na język angielski, japoński, francuski i ukraiński. Wieloletni senior-editor i redaktor Gwiazdy Polarnej, najstarszego pisma polskiej emigracji w USA. Wydawca czołowych pisarzy emigracyjnych m.in. wydał dwie książki Józefa Mackiewicza (W cieniu krzyża, Miejmy nadzieję) oraz ponad sto innych publikacji różnych autorów w kilku językach (polski, angielski, niemiecki). Założyciel kilku wydawnictw – A.R. Poray Book Publishing (New York-Chicago), Edward Dusza Publishing (Stevens Point), Wydawnictwa PUNKT/Point Publications (Stevens Point, Wisconsin), Libra Publishing (Stevens Point-Chicago). Był także współpracownikiem patriotycznego pisma Czesława Maliszewskiego, o znamiennym tytule: „Listy do Polaków”, znienawidzonego przez reżim warszawski, które to pismo Edward Dusza wspierał finansowo.
Jest członkiem International PEN-Club i Związku Pisarzy Polskich na Obczyźnie. Laureat licznych nagród literackich. Uhonorowany dwukrotnie Krzyżami Zasługi, Srebrnym (1981) i Złotym (1990), przez Prezydentów Rzeczypospolitej Polskiej na Uchodźstwie (Londyn) za działalność kulturalno-literacką, dziennikarską i niepodległościową.
Jeden z naocznych świadków życia polskiej emigracji patriotycznej i żołnierskiej, które dokumentuje w swoich książkach. Obecny u narodzin wielu inicjatyw emigracji niepodległościowej, m.in. Ruchu Społeczno-Politycznego POMOST oraz Towarzystwa Krzewienia Nadziei. Związany z Instytutem Józefa Piłsudskiego oraz Polskim Instytutem Naukowym w Nowym Jorku, a od roku 1969 z Polonijnymi Zakładami Naukowymi w Orchard Lake.
W latach 80. ub. wieku zorganizował pomoc finansową pozostającemu w Monachium Józefowi Mackiewiczowi, a po śmierci Mackiewicza, w 1985 roku, włączył się do walki o odzyskanie jego praw autorskich z rąk Niny Karsov-Szechter.
Mieszka na stałe w Stevens Point, Wisconsin, USA.

## Twórczość
Wiersze
- Szlakiem Madonny (Nowy Jork 1969)
- Groteska (Nowy Jork 1971)
- Losy wielokrotne (Rzym 1972)
- Wiersze wybrane (Londyn 1972)
- Przez ciemność do światła (Nowy Jork 1977, Nowy Jork 1978, Londyn 1983)
- Wiatr mojej burzy (Nowy Jork 1982, Nowy Jork 1984)
- Wybór wierszy (Paryż 1983, Nowy Jork 1985, Chicago 1986)
- Madonna z kołowrotkiem i inne wiersze (Chicago 1987, Winona 1987, Chicago 1988)
- Popioły (Toronto 2005)
- Topografia umarłego pejzażu (Chicago 2010)
- Strona milczenia (Wisconsin 2015)

Proza
- Kolor klonowego liścia (Londyn 1980)
- Cory syn Ewy (Chicago 1993)
- Jontek z Archeru (Chicago 1994)
- Na Skokach (Chicago 1995)
- Ze Skoków do Sulejówka (Chicago 1995)
- Zapiski z Jackowa i okolic (Chicago 1995)
- Pamiętnik pani Danieli  t. 1 (Wisconsin 2021)

Szkice i studia literackie
- Poets of Warsaw Aflame (Madison 1977, Londyn 1978)  [o poetach Warszawy]
- Odeszli z różą w sercu (Londyn 1979)  [o poetach Warszawy]
- Malarz zapomnianego pejzażu (Londyn 1981)  [o malarstwie Vlastimila Hofmana]
- Pieśniarz z pożogi (Londyn 1984)  [o Krzysztofie Kamilu Baczyńskim]
- O ludziach i książkach (Stevens Point 1985)  [szkice o pisarzach emigracyjnych]
- O ludziach i książkach [wydanie II, poszerzone](Stevens Point 2016)

Udział w ważniejszych antologiach, czasopismach i zbiorach
- Biografia byłych więźniów politycznych niemieckich obozów aut. Antoni Gładysz (Philadelphia 1974)
- Poeta płonącej Warszawy /w:/ Wiadomości (Londyn, 1976) nr 8 i 15 marca 1976
- Seven poems /w:/ Polish Review (USA), Winter-Spring 1976 nr (21) 1-2
- Le Menestrel de L’Incendie /w:/ Letters to Poles (USA), New Britain, February1977
- La litérature polonaise en exil 1945-1979 /w:/ Cahiers de L’Est Revue Trimestrielle 1979 nr 18/19 oprac. Zofia Bobowicz i Alicja Lisiecka
- Ziemia i słowo, oprac. Róża Nowotarska (Nowy Jork 1979)
- The Painter of a Forgotten Landscape [o malarstwie Vlastimila Hofmana] /w:/PolAmerica Winter 1980-1981, Rocznik 3 nr 4, s. 10-13
- Janta – człowiek i pisarz, oprac. J.R. Krzyżanowski (Londyn 1981)
- Wieloczas - Le Temps Pluriel (Paryż 1983 nr 1-2) Pismo dwujęzyczne polsko-francuskie wyd. Editions du Temps Pluriel[1]
- 75 lat w służbie Polski i Polonii (Nowy Jork 1983) /75-lecie Gwiazdy Polarnej/
- Strofy o Janie Lechoniu, oprac. St. Kaszyński (Łódź 1985)
- Almanach 'Gwiazdy Polarnej' 1986, oprac. T. Zieliński (Stevens Point 1986)
- Kanonizacja Brata Alberta red. ks. Stefan Misiniec (Kraków 1991)
- O Wacławie Iwaniuku najprościej /w:/ Podróż w głąb pamięci. O Wacławie Iwaniuku. Szkice-wspomnienia-wiersze (Toronto 2005)
- Polska poezja emigracyjna na przełomie wieków: ‘W pułapce wolności’ Mirosławy Kruszewskiej/w:/ Kurier codzienny, Chicago, 1-7 października 2010 nr 39 s. 40-43

Ważniejsze prace redakcyjne
- Wacław Iwaniuk „Lustro” (Nowy Jork 1971, 1986
- Zbigniew Chałko Strofy staromiejskie i wiersze inne (Nowy Jork 1977)
- Józef Mackiewicz In the Shadow of the Cross [W cieniu krzyża] (Nowy Jork 1973)
- Józef Mackiewicz Miejmy nadzieję... [wyd. pol. i ang.] (Nowy Jork 1983)
- Leszek Zieliński Ogień i lęk (Nowy Jork 1981)
- Leszek Zieliński Dzień zraniony (Nowy Jork 1982)
- Leszek Zieliński Thunder (jęz. ang.) (Nowy Jork 1983)
- Maria Rodziewiczówna Macierz (Nowy Jork 1984)
- Maria Rodziewiczówna Florian w leśnej głuszy (Chicago 1986)
- Edward Zyman Jak noc, jak sen (Stevens Point 1987)
- Edward Zyman U Boga każdy błazen (Chicago 1987)
- Roman Nir Etniczność, życie społeczne i kulturalne Polonii (Stevens Point 1989)
- Maria Rodziewiczówna Hrywda (Chicago 1990)
- Stefania Kornecka  Moje wspomnienia (Stevens Point 1993)

Prace redakcyjne – 'Kalendarze Polonijne' 
- Kalendarz 'Gwiazdy Polarnej' 1987 (Stevens Point 1986)
- Kalendarz 'Gwiazdy Polarnej' 1988 (Stevens Point 1987)
- Kalendarz 'Gwiazdy Polarnej' 1989 (Stevens Point 1988)
- Kalendarz 'Gwiazdy Polarnej' 1990 (Stevens Point 1989)
- Kalendarz Polski 1991 (Stevens Point 1990)
- Kalendarz Polski 1992 (Stevens Point 1991)
- Almanach 'Gwiazdy Polarnej' 1993 (Stevens Point 1992)
- Kalendarz „Dziennika chicagowskiego” i „Relaxu” 1996 (Chicago 1995)
- Kalendarz Polonijny 2010 (Stevens Point 2009)
- Kalendarz Emigranta Polskiego 2011 (Delano 2010)
- Kalendarz Gwiazdy Polarnej 2018 ( Stevens Point 2018)
- Kalendarz Gwiazdy Polarnej 2019 (Stevens Point 2019)

## Nagrody
- Odznaczony dwukrotnie Krzyżami Zasługi przez Prezydentów Rzeczypospolitej Polskiej na Uchodźstwie (Londyn) za działalność literacką i niepodległościową. W roku 1981 otrzymał Srebrny Krzyż Zasługi od prezydenta RP Edwarda Raczyńskiego – za zasługi na polu pracy społecznej i kulturalnej; w roku 1990 Złoty Krzyż Zasługi za działalność społeczną i dziennikarską otrzymany od prezydenta Ryszarda Kaczorowskiego
- Nagroda Związku Pisarzy Polskich na Obczyźnie w 1984 roku[2]
- Nagroda Literacka im. Aleksandra Janty za rok 1993 (Houston 1993)
- Nagroda Literacka Stulecia Gwiazdy Polarnej (Stevens Point 2008)
- Medal Paderewskiego przyznany przez Stowarzyszenie Weteranów Armii Polskiej w Ameryce w roku 2010
- Brązowy Medal „Zasłużony Kulturze Gloria Artis” (2023)[3]